# Federación Internacional de Esquí Acuático y Wakeboard
La Federación Internacional de Esquí Acuático y Wakeboard (IWWF en sus siglas en inglés) es el organismo rector a nivel mundial de los deportes acuáticos a remolque. Se fundó en Ginebra en 1946, y está reconocido por el Comité Olímpico Internacional (IOC) como la autoridad única que gobierna todos los deportes acuáticos de remolque. Tiene 91 federaciones afiliadas en todo el mundo.
La IWWF es también miembro de la Asociación Global de Federaciones de Deportes Internacionales (GAISF) y es uno de los siete que funda deportes de los Juegos Mundiales.
Las disciplinas del deporte acuático recreativo y de competición a remolque de la IWWF son las siguientes:
- Esquí acuático
- Esquí acuático por cable
- Wakesurf
- Wakeboard
- Wakeboard por cable
- Esquí acuático para discapacitados
- Esquí Racing
- Show Esquí
- Esquí acuático descalzo
- Universidad de Esquí Acuático y Wakeboard (Competiciones universitarias)

## Funciones de la IWWF
- Promociona y desarrolla los deportes acuáticos a remolque en todo el mundo a través de las federaciones nacionales
- Desarrolla las reglas técnicas de todas las disciplinas de los deportes acuáticos a remolque
- Organiza los programas educacionales y de entrenamiento para los jueces y entrenadores
- Proporciona los recursos para las federaciones para la educación y desarrollo de los atletas y oficiales técnicos
- Representa a las federaciones y los atletas
- Gestiona las disciplinas de los deportes acuáticos a remolque de las federaciones deportivas internacionales y sus consejos regionales olímpicos
- Garantiza los anfitriones y gestiona los eventos de la IWWF World Titled: un total de 11 eventos bienales
- Trabaja por la inclusión en los juegos olímpicos, juegos multi-deportivos regionales y juveniles
- Cumple con la Agencia Mundial Antidopaje y apoya el deporte limpio
- Busca patrocinadores

## Federaciones nacionales
- Federación Mexicana de Esquí & Wakeboard[2]
- Federación Portuguesa de Esquí Náutico[3]
- Federación Australiano de Waterski y Wakeboard[4]
- Asociación de WaterSki de Costa Rica[5]
- Asociación de Esquí Acuático de Taipéi[6]
- Federación Colombiana de Esquí Náutico[7]
- Federación de Deportes Submarina Turca[8]
- Federación de Waterski Checa[9]
- Waterski Federación de Belorrusia[10]
- Asociación de Wakekeboard Belga[11]
- Federación Francófona de esquí náutico y wakeboard[12]
- Federación Mexicana de Esquí Acuático[13]
- Federación Húngara de Waterski y Wakeboard[14]
- Deportes de Esquí de Agua Finlandeses[15]
- Asociación de Esquí de Agua victoriana[16]
- Federación Polaca de Motorboat y Waterski[17]
- Federación Sueca de Waterski[18]
- Federació Catalana d'Esquí Nàutic[19]
- Federación Española de Esquí Náutico y Wakeboard[20]
- Asociación de Wakeboard Francesa (Asociación Française de Wakeboard (AFW)[21]
- Federación de Esquí de Agua eslovaco[22]
- Confederación de Esquí de Agua brasileña[23]
- Federación de Waterski de los Países Bajos (Nederlandse Waterski Vínculo, NWB)[24]
- Federación Waterski & Wakeboard Noruego[25]
- Asociación del Torneo de Queensland Waterski[26]
- Federación de Waterski Francesa (Fédération Française de Esquí Nautique, FFSN)[27]
- Confederación de Esquí Acuático Brasileña[28]
- Federación de Esquí Acuático de Singapur[29]
- Federación de Waterski Austriaca (Oesterreichischer Wasserskiverband, OEWSV)[30]
- Federación de Esquí Acuático danesa[31]
- Deportes de Esquí Acuático finlandesa[32]
- Asociación de Esquí Acuático de Japón[33]
- IWSF de la región Europa, África y Oriente Medio[34]
- Federación de Esquí Acuático suiza[35]
- Asociación de Esquí Acuático de Corea[36]
- Asociación Nacional de Esquí Acuático Colegial nacional (EE. UU., Div. De USAWS)[37]
- Federación Italiana de Esquí Náutico, Wakeboard y Surf (Federazione Italiana Sci Nautico, Wakeboard e Surfing)[38]
- Asociación de Esquí Acuático de Hong Kong[39]
- Agua de Emiratos árabe unida Federación de Esquí[40]
- Federación de Esquí Acuático austriaca[41]
- Federación de Esquí de Agua sudafricana[42]
- Esquí de Agua británica[43]
- Deportes finlandeses de Esquí Acuático[32]
- Esquí Acuático y Wakeboard de Canadá[44]
- Esquí Acuático de los EE. UU.[45]
- Federación de Waterski Alemana[46]
- Federación de Waterski Croata (Hrvatski Savez za skijanje na vodi)[47]
- Esquí Acuático danés[48]
- Federación búlgara de Esquí Acuático[49]